# Christian Leitz

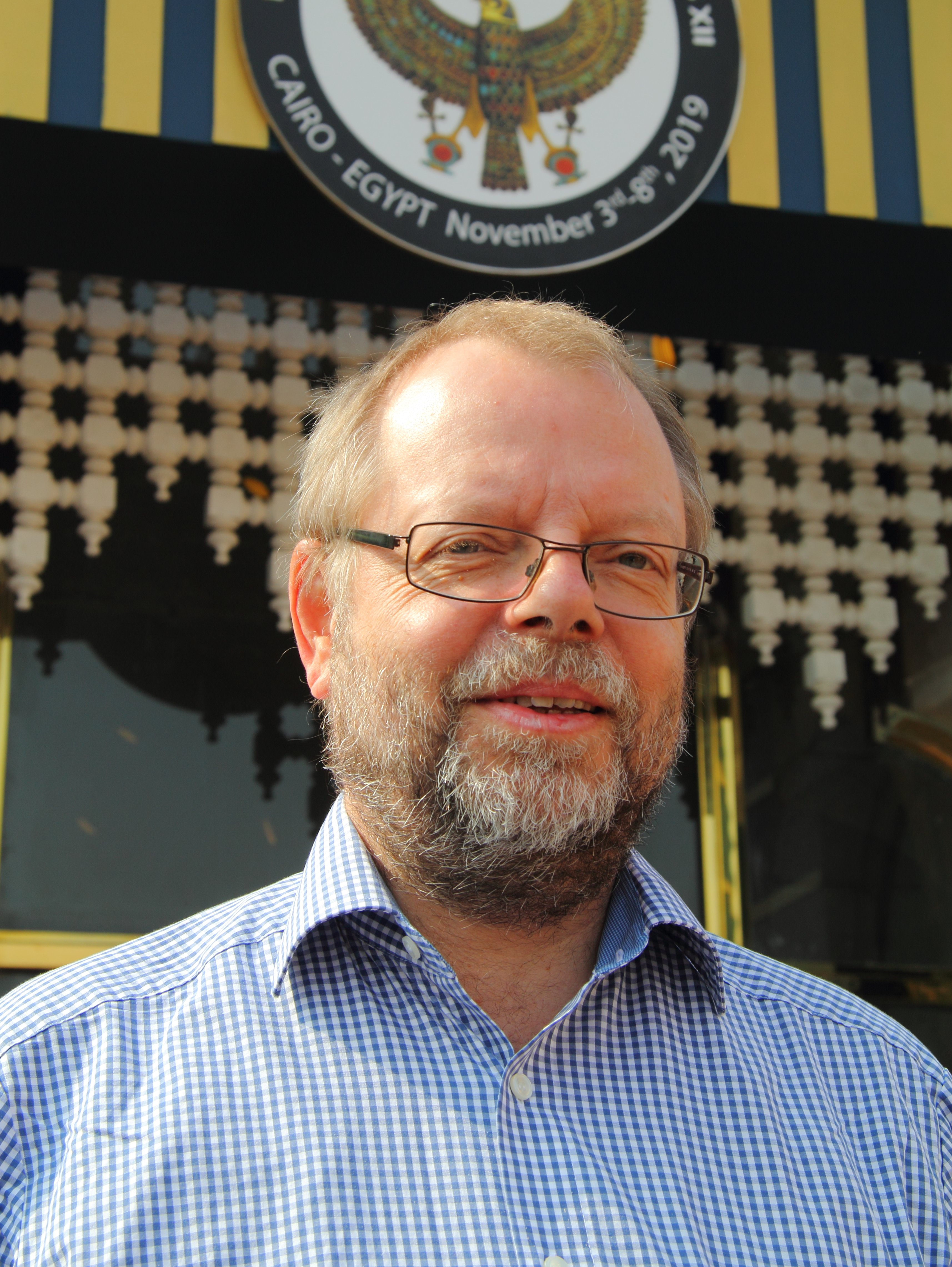
Christian Leitz in Kairo, 2019

Christian Leitz (* 7. August 1960 in Borghorst, Westfalen) ist ein deutscher Ägyptologe.
Leitz studierte Ägyptologie, Assyriologie und Koptologie in Marburg und Göttingen. 1989 wurde er an der Universität Göttingen promoviert. 1993 wurde er an der Universität zu Köln habilitiert, wo er von 1993 bis 1998 auch ein Heisenberg-Stipendium der DFG innehatte. Von 1999 bis 2003 leitete er am Seminar für Ägyptologie in Köln das Projekt „Lexikon der ägyptischen Götter und Götterbezeichnungen“. Seit dem 1. April 2004 ist er ordentlicher Professor für Ägyptologie an der Universität Tübingen. In dieser Zeit war er auch als Gastprofessor tätig, so im Januar/Februar 2007 an der École pratique des hautes études in Paris,
im November 2009 am Collège de France in Paris und im März/April 2013 an der Universität Kairo.
Sein größtes Forschungsvorhaben ist derzeit das Athribis-Projekt. Das Ziel ist die vollständige epigraphische, bauhistorische und materialtechnologische Erforschung, Konservierung und Publikation des großen Tempels von Athribis, der dem Gott Min-Re, seiner Gattin Repit und ihrem Sohn Kolanthes als Kindgott geweiht war. Die Ausgrabungsstätte liegt in der Nähe der mittelägyptischen Stadt Sohag.
Von 2010 bis 2022 war Leitz Forschungsstellenleiter des Projekts "Der Tempel als Kanon der religiösen Literatur Ägyptens", das im überregionalen Akademienprogramm von Bund und Ländern gefördert wurde. Dabei wurden vor allem Tempelanlagen der Ptolemäer- und Römerzeit in Dendara, Esna, Edfu, Kom Ombo und auf der Insel Philae untersucht. Die Ergebnisse wurden unter anderem seit 2010 in der Buchreihe "Studien zur spätägyptischen Religion" veröffentlicht.
Seine Habilitationsschrift Tagewählerei: Das Buch ḥ3t nḥḥ pḥ.wy ḏt und verwandte Texte wurde mit dem Offermann-Hergarten-Preis ausgezeichnet.

## Veröffentlichungen (Auswahl)
- Studien zur ägyptischen Astronomie (= Ägyptologische Abhandlungen. Band 49). Harrassowitz, Wiesbaden 1989, ISBN 3-447-03157-3. 2., verbesserte Auflage ebenda 1991 (= Dissertation).
- Tagewählerei: Das Buch ḥ3t nḥḥ pḥ.wy ḏt und verwandte Texte (= Ägyptologische Abhandlungen. Band 55). Harrassowitz, Wiesbaden 1994, ISBN 3-447-03515-3 (= Habilitationsschrift).
- Altägyptische Sternuhren (= Orientalia Lovaniensia Analecta. Band 62). Peeters, Leuven 1995, ISBN 90-6831-669-9.
- Die Schlangennamen in den ägyptischen und griechischen Giftbüchern (= Akademie der Wissenschaften und der Literatur Mainz: Abhandlungen der Geistes- und Sozialwissenschaftlichen Klasse. Jahrgang 1997, Nummer 6). F. Steiner, Stuttgart 1997, ISBN 3-515-07227-6.
- Magical and medical papyri of the New Kingdom (= Hieratic papyri in the British Museum. Band 7). British Museum Press, London 1999, ISBN 0-7141-1930-X.
- als Hrsg. mit Axel Karenberg: Heilkunde und Hochkultur. 2 Bände. LIT, Münster 2000–2002, ISBN 978-3-8258-5217-7 und ISBN 978-3-8258-5752-3.
- Die Außenwand des Sanktuars in Dendara. Untersuchungen zur Dekorationssystematik (= Münchner Ägyptologische Studien. Band 50). von Zabern, Mainz 2001, ISBN 3-8053-2722-6.
- Quellentexte zur ägyptischen Religion I. Die Tempelinschriften der griechisch-römischen Zeit (= Einführungen und Quellentexte zur Ägyptologie. Band 2). LIT, Münster 2004, ISBN 3-8258-7340-4. 2. Auflage, LIT, Berlin / Münster 2006, ISBN 3-8258-7340-4. 3. Auflage, LIT, Berlin / Münster 2009, ISBN 978-3-8258-7340-0.
- mit Daniela Mendel und Yahya El-Masry: Athribis II. Der Tempel Ptolemaios XII.: Die Inschriften und Reliefs der Opfersäle, des Umgangs und der Sanktuarräume. 3 Bände, Institut Français d’Archéologie Orientale, Le Caire 2010, ISBN 978-2-7247-0539-3.
- Der Sarg des Panehemisis in Wien (= Studien zur spätägyptischen Religion. Band 3). Harrassowitz, Wiesbaden 2011, ISBN 978-3-447-06237-4.
- Geographisch-osirianische Prozessionen aus Philae, Dendara und Athribis. Soubassementstudien II (= Studien zur spätägyptischen Religion. Band 8). Harrassowitz, Wiesbaden 2012, ISBN 978-3-447-06753-9.
- Die Gaumonographien in Edfu und ihre Papyrusvarianten. Ein überregionaler Kanon kultischen Wissens im spätzeitlichen Ägypten. Soubassementstudien III (= Studien zur spätägyptischen Religion. Band 9). Harrassowitz, Wiesbaden 2014, ISBN 978-3-447-06981-6.
- mit Daniela Mendel und Mohamed el-Bialy: Die Außenwände und westlichen Seitenkapellen des Tempels von Athribis. 2 Bände, Ministry of Antiquities Press, Kairo 2014, ISBN 978-977-6420-08-3.
- Die regionale Mythologie Ägyptens nach Ausweis der geographischen Prozessionen in den späten Tempeln. Soubassementstudien IV (= Studien zur spätägyptischen Religion. Band 10). 2 Bände, Harrassowitz, Wiesbaden 2017, ISBN 978-3-447-10760-0.
- mit Daniela Mendel: Athribis III. Die östlichen Zugangsräume und Seitenkapellen sowie die Treppe zum Dach und die rückwärtigen Räume des Tempels Ptolemaios XII. 2 Bände, Institut Français d’Archéologie Orientale, Le Caire 2017, ISBN 978-2-7247-0707-6.
- mit Daniela Mendel: Athribis IV. Der Umgang L 1 bis L 3. 2 Bände, Institut Français d’Archéologie Orientale, Le Caire 2017, ISBN 978-2-7247-0711-3.
- mit Florian Löffler: Chnum, der Herr der Töpferscheibe. Altägyptische Embryologie nach Ausweis der Esnatexte. Das Ritual „Darbringen der Töpferscheibe“ (= Studien zur spätägyptischen Religion. Band 26). Harrassowitz, Wiesbaden 2019, ISBN 978-3-447-11279-6.
- mit Daniela Mendel: Athribis VI. Die westlichen Zugangsräume, die Säulen und die Architrave des Umgangs und der südliche Teil des Soubassements der westlichen Außenmauer des Tempels Ptolemaios XII. 2 Bände, Institut Français d’Archéologie orientale, Le Caire 2021, ISBN 978-2-7247-0748-9.
- Chronokraten und Ritualszenen. Untersuchungen zu Wechselbeziehungen zwischen Kalenderdaten, Anbringungsorten und Opfergaben (= Studien zur spätägyptischen Religion. Band 32). Harrassowitz, Wiesbaden 2021, ISBN 978-3-447-11572-8.